# Grafiker
 Denne artikel omhandler overvejende eller alene danske forhold. Hjælp gerne med at gøre artiklen mere almen.
En grafiker kan være uddannet på Kunstakademiet eller arbejde som layouter, illustrator, bogtilrettelægger, desktopper, dtp'er, webdesigner, nyhedsgrafiker, rentegner eller reklametegner. Andre er autodidakte. 
En Grafisk designer er uddannet enten på mediehøjskolen, Skolen for Visuel Kommunikation, Designskolen Kolding eller Danmarks Designskole.
Mediegrafiker er en fireårig erhversuddannelse fra Teknisk skole med lang praktik med både digitale og trykte medier.
Multimediedesigner er en toårig videregående uddannelse, der tages på et af Erhvervs Akademierne (som KEA, Københavns Erhvervs Akademi). Den er grundlag for kreative retninger. Her undervises i at layoute i Adobes progemmer, skrive markedsføringsrapporter, filme, klippe, kode HTML, CSS, PHP, Databaser, flash, Java script m.m. Uddannelsen har 10 ugers praktik. 
- en Art Director (AD'er) kan være uddannet på et reklamebureau eller magasin, men ofte kommer en Art Director fra en uddannelse som grafiker eller mediegrafiker, da kendskabet til området læres under uddannelse.
- en 'E-concept uddannelse' er enten en 1½ årig bachelor oven på en multimediedesigneruddannelse eller 'Kreativ Kommunikation' med tre år på Mediehøjskolen.

Grafiske designere, mediegrafikere, multimediedesignere og tegnere laver det samme. Deres primære arbejdsopgave er at udforme trykt materiale som bøger, brochurer, reklamer, plakater og emballage. Eller bomærker/logoer, symboler, skilte og plancher til udstillinger; og tegninger og tegneserier til bøger, blade, hæfter og aviser.
Eller laver design og grafik til film, video, multimedieprodukter, reklame, tv og internetsider. Nyhedsgrafikere kaldes undertiden visualizere, og de er ansat på dagblade eller på tv, hvor de udarbejder forklarende grafikker, kort, diagrammer og illustrationer, der ledsager artikler og nyhedsindslag.
Grafikken som kunst går tilbage til Dürer. Professor Palle Nielsen har i Danmark uddannet flere generationer dygtige grafikere.